# Аманов, Фарман
Фарман Аманов — советский хозяйственный, государственный и политический деятель.

## Биография
Родился в 1938 году в Кашкадарьинской области. Член КПСС.
С 1958 года — на хозяйственной, общественной и политической работе. В 1958—2000 гг. — агроном колхоза «Ленинизм» Каршинского района,
главный агроном колхоза, старший агроном Кашкадарьинского областного управления сельского хозяйства, инструктор, заместитель заведующего сельскохозяйственным отделом обкома партии, секретарь, второй секретарь, первый секретарь Каршинского райкома партии, секретарь
Кашкадарьинского обкома партии, первый заместитель министра сельского хозяйства Узбекской ССР, первый секретарь Ульяновского райкома КП Узбекистана, первый секретарь Шахрисабзского горкома КП Узбекистана, государственный деятель в Кашкадарьинской области Узбекистана, председатель Кашкадарьинского отделения НДПУ.
Избирался депутатом Верховного Совета Узбекской ССР 10-11-го созывов, депутатом Олий Мажлиса (1995—1999).
Живёт в Узбекистане.